# Circuito (estación)
Circuito es una de las estaciones que forman parte del Metrobús de la Ciudad de México. Es la correspondencia de la Línea 1 y Línea 3. Se ubica al norte de la Ciudad de México en la Alcaldía de Cuauhtémoc.

## Información general
Su símbolo son varios círculos superpuestos simulando que el Circuito Interior del D.F. y sus 4 carriles. El Circuito Interior recibe varios nombres como Av. Río Consulado, Av. Río Churubusco y Viaducto y cada una de ellas es cambia según las alcaldías.
El Circuito Interior (Rebautizado a Circuito Bicentenario) es una vialidad que rodea al centro de la Ciudad de México, toma distintos nombres a lo largo de su longitud total, al norte Paseo de las Jacarandas y Avenida Río Consulado, al oriente Bulevar Puerto Aéreo y Avenida Río Churubusco, al sur Avenida Río Churubusco y Avenida Río Mixcoac, al poniente Avenida Revolución, Patriotismo, José Vasconcelos y Calzada Melchor Ocampo

## Conectividad

### Conexiones
- Ruta 200 de la Red de Transporte de Pasajeros.

## Sitios de interés
- Monumento a La Raza
- CECyT 12 José María Morelos del IPN
- Fuente de La dama Blanca o De Pirul
- Jardín Sándalo